# Mercedes-Benz Econic

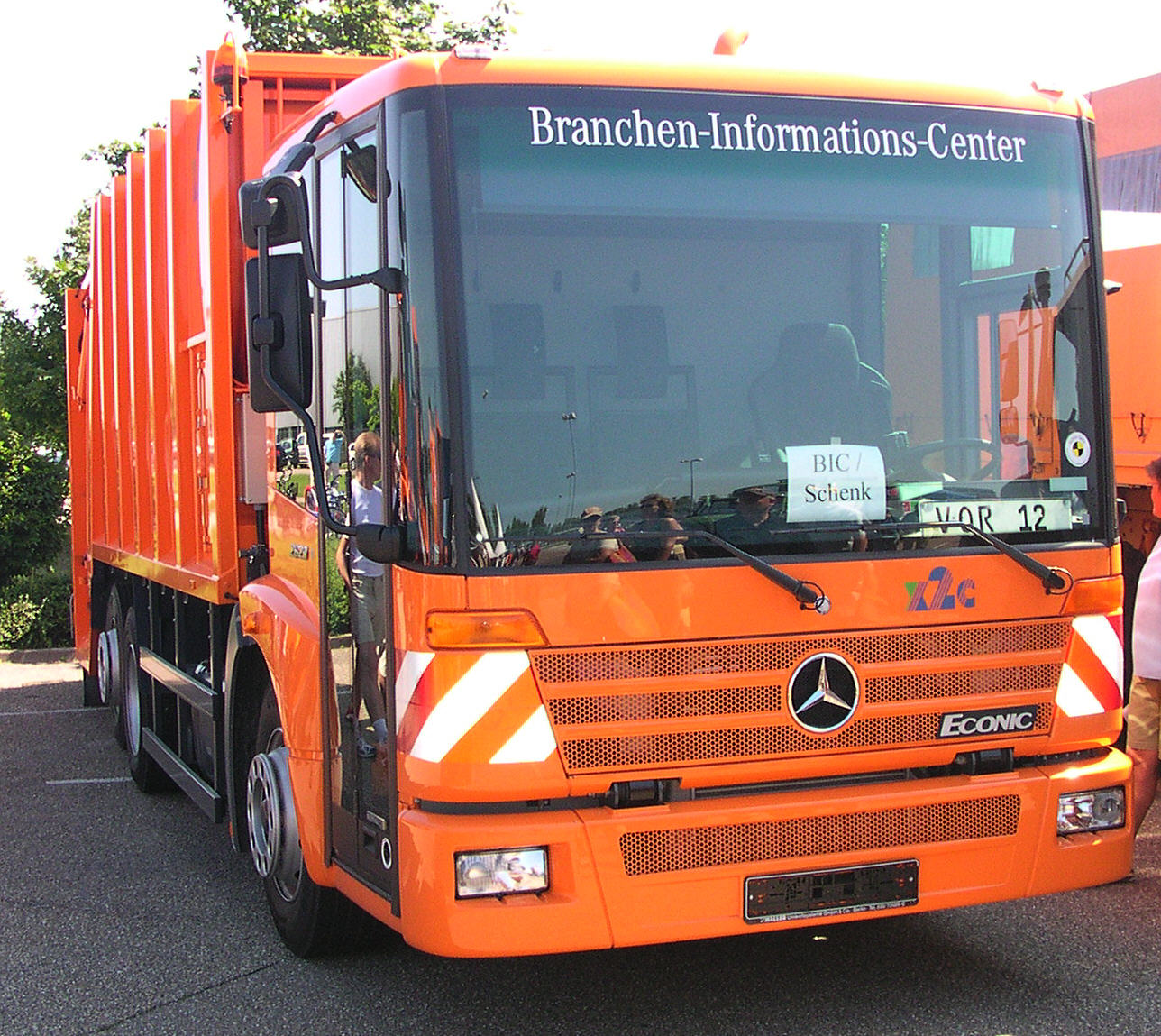
Econic 1. generace pro svoz odpadů

Mercedes-Benz Econic je speciální nákladní automobil, určený zejména pro specifické nasazení jako je sběr komunálního odpadu, požární a letištní speciály. Vyrábí se od roku 1998. Charakteristickým rysem vozidla je nízká či vysoká předsazená kabina typu Low-Entry, která je přizpůsobena potřebám posádky pro snadné a časté nastupování a vystupování. Nízká verze kabiny s je rovněž velmi vhodná pro aplikace, kde je požadována velmi nízká celková výška vozidel (letištní cisterny, požární žebříky). Vozidla Econic jsou rovněž vyráběna jako vysoce ekologická s pohonem na stlačený zemní plyn CNG a to také v provedení jako tahač návěsů. Plynový motor je řadový šestiválec o objemu 6,9 l, jako zásobník plynu slouží dvě jednotky po obou stranách vozidla (4 × 80 l), s celkovou kapacitou 640 l a plnicím tlakem 200 bar.
Série od Daimler Trucks North America LLC je od roku 2018 k dispozici také na severoamerickém trhu jako Freightliner EconicSD.

## 1. generace (1998–2013)
Na mezinárodní automobilově výstavě užitkových vozidel v roce 2008 v Hannoveru představil Mercedes-Benz koncepční studii Econic NGT Hybrid, která kombinuje pohon na zemní plyn a hybridní pohon. Podle propočtů výrobce lze ve srovnání s naftou ušetřit až 60 procent nákladů na palivo. Existovaly podvozky se dvěma, třemi nebo čtyřmi nápravami a tahač.
Na výběr byl kromě dvou vznětových motorů také motor na zemní plyn. 
| Model                                             | Obsah                                             | Výkon                                             | Kroutící moment                                   | Emisní standard                                   |
| Šestiválcový řadový motor Mercedes-Benz OM 906 LA | Šestiválcový řadový motor Mercedes-Benz OM 906 LA | Šestiválcový řadový motor Mercedes-Benz OM 906 LA | Šestiválcový řadový motor Mercedes-Benz OM 906 LA | Šestiválcový řadový motor Mercedes-Benz OM 906 LA |
| ------------------------------------------------- | ------------------------------------------------- | ------------------------------------------------- | ------------------------------------------------- | ------------------------------------------------- |
| 1823                                              | 6,4 l                                             | 170 kW (231 PS)                                   |                                                   |                                                   |
| 1824                                              | 6,4 l                                             | 175 kW (238 PS) při 2200/min                      | 810 Nm při 1200/min                               |                                                   |
| 1828 / 2628                                       | 6,4 l                                             | 205 kW (279 PS)                                   |                                                   |                                                   |
| 1829 / 2629                                       | 6,4 l                                             | 210 kW (286 PS) při 2200/min                      | 1100 Nm při 1250/min                              |                                                   |
| Šestiválcový řadový motor Mercedes-Benz OM 926 LA |                                                   |                                                   |                                                   |                                                   |
| 1833 / 2633 / 3233                                | 7,2 l                                             | 240 kW (326 PS) při 2200/min                      | 1300 Nm při 1300/min                              |                                                   |
| Šestiválcový řadový motor Mercedes-Benz M 906     |                                                   |                                                   |                                                   |                                                   |
| 1828 NGT / 2628 NGT                               | 6,9 l                                             | 205 kW (279 PS) při 2200/min                      | 1000 Nm při 1400/min                              | Euro V                                            |

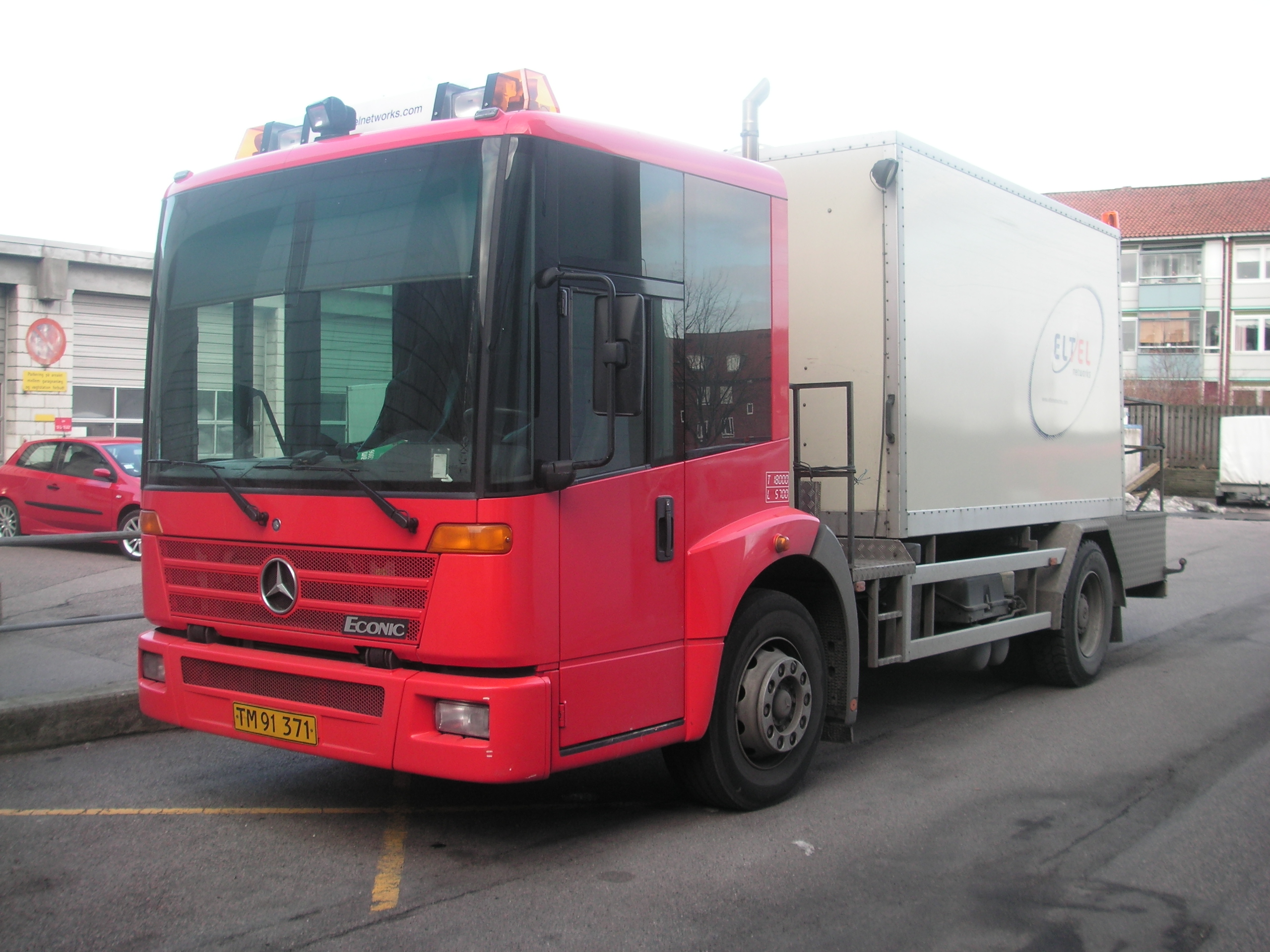
Econic s nástavbou energetické firmy
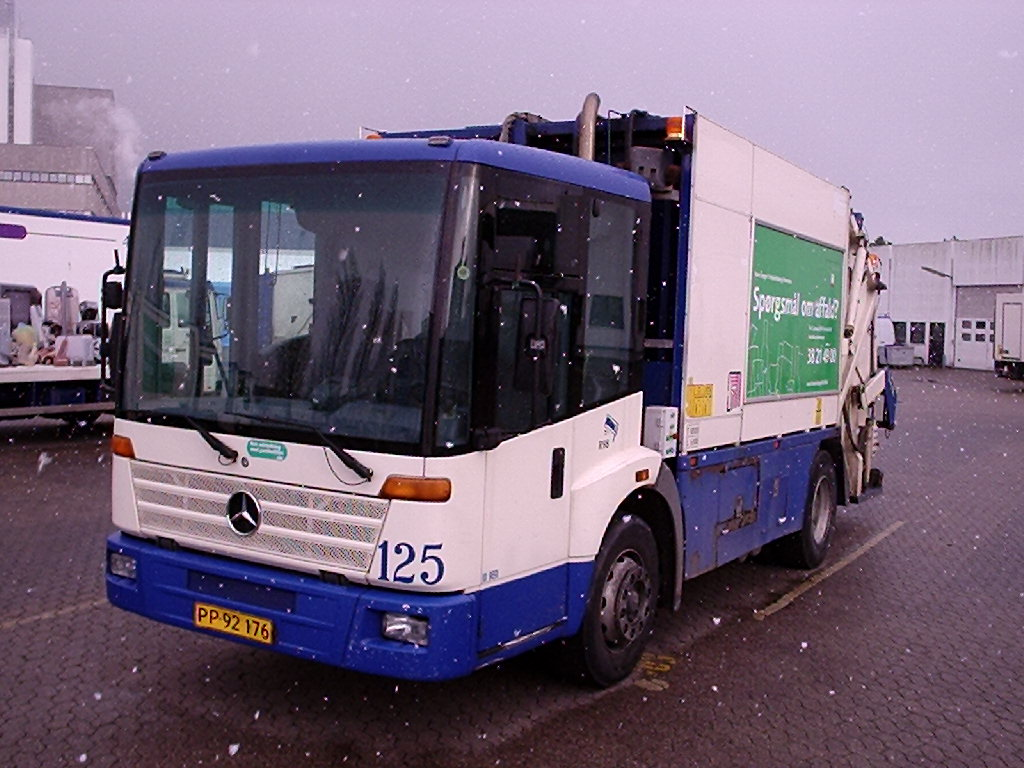
Popelářský Econic
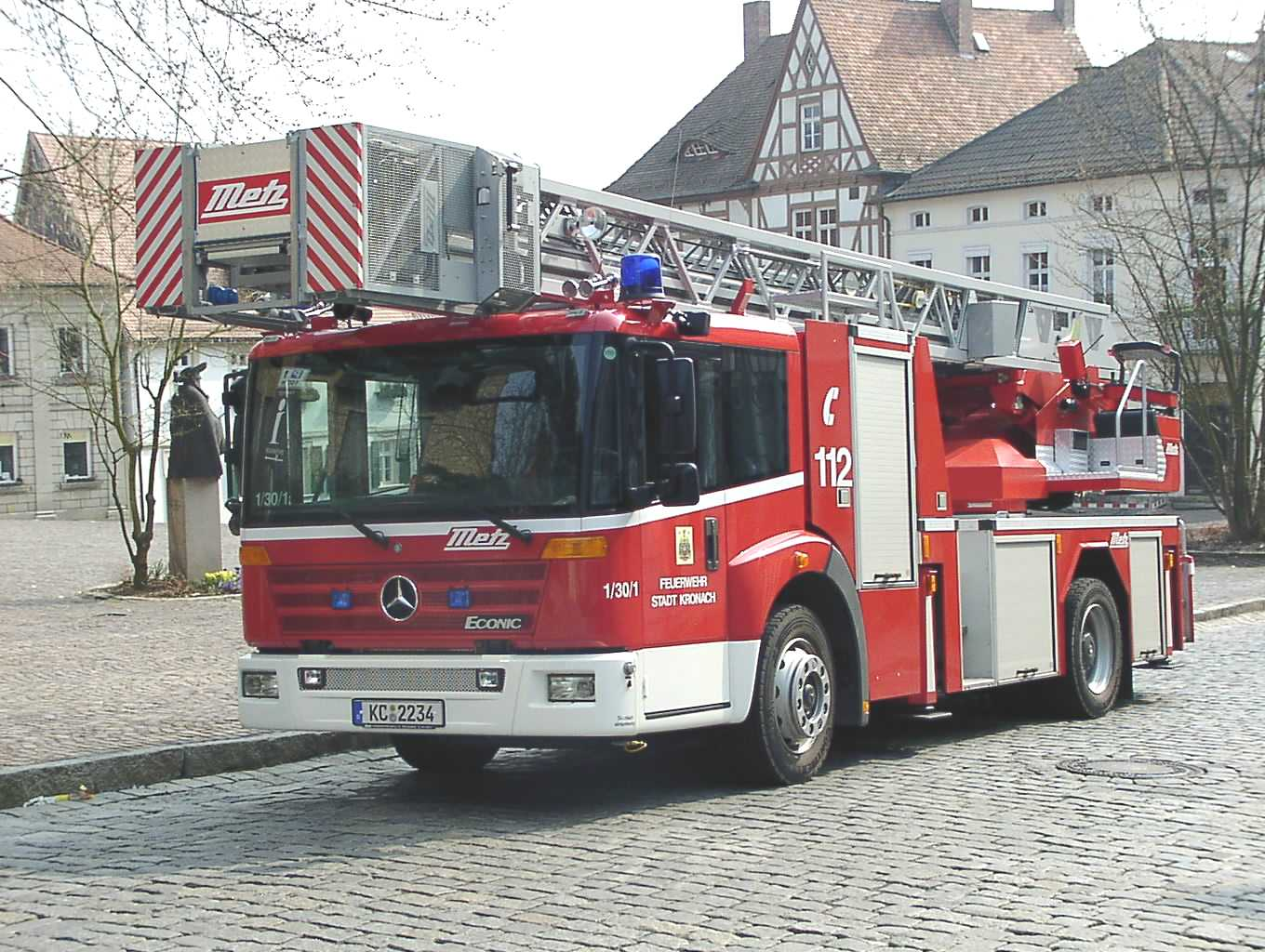
Hasičský vůz Econic s nástavbou od Metz Aerials GmbH & Co. KG
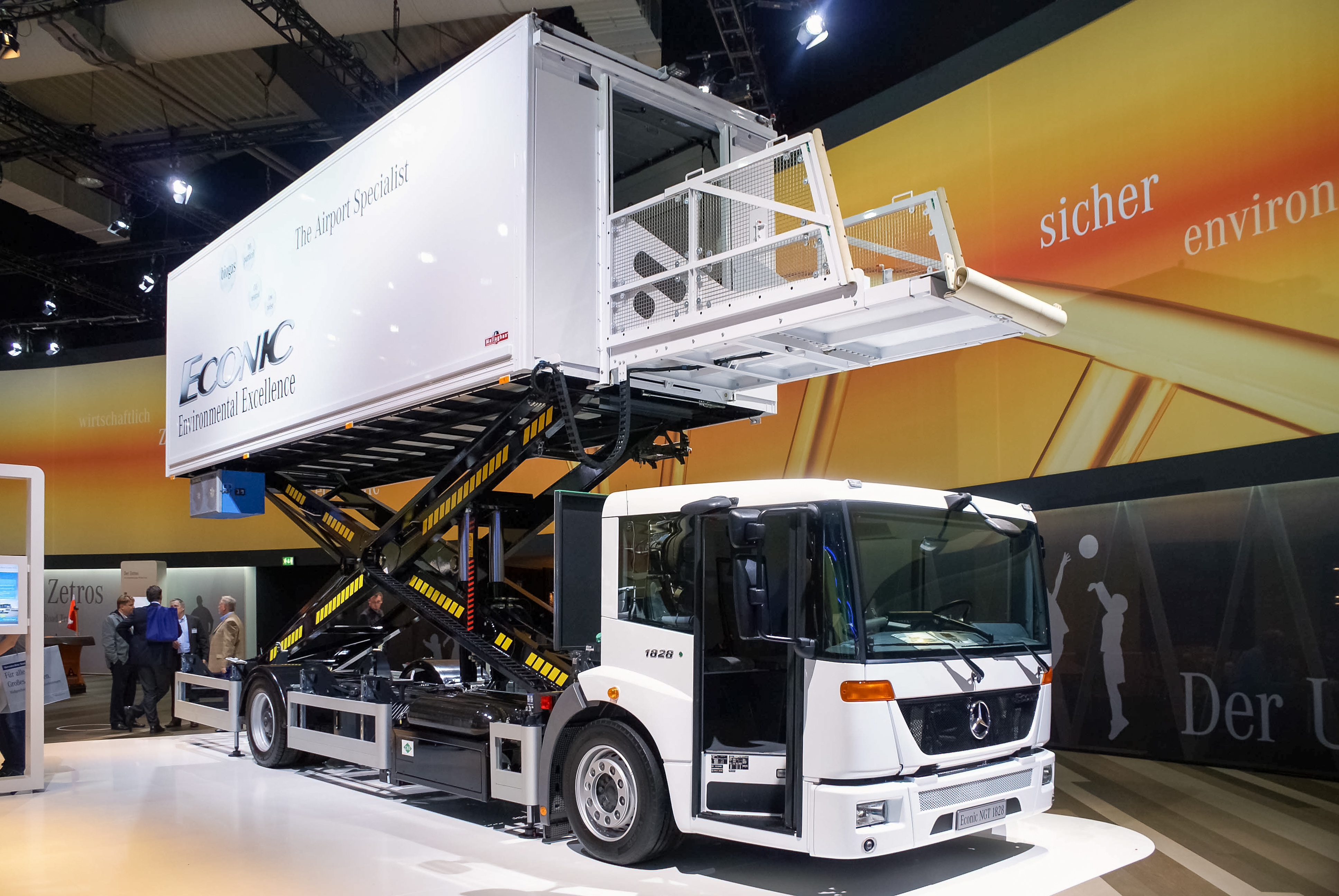
Econic Facelift

## 2. generace (Od 2013)
| Model                                             | Obsah                                             | Výkon                                             | Kroutící moment                                   | Emisní standard                                   |
| Šestiválcový řadový motor Mercedes-Benz OM 936 LA | Šestiválcový řadový motor Mercedes-Benz OM 936 LA | Šestiválcový řadový motor Mercedes-Benz OM 936 LA | Šestiválcový řadový motor Mercedes-Benz OM 936 LA | Šestiválcový řadový motor Mercedes-Benz OM 936 LA |
| ------------------------------------------------- | ------------------------------------------------- | ------------------------------------------------- | ------------------------------------------------- | ------------------------------------------------- |
| 1827 / 2627                                       | 7,7 l                                             | 200 kW (272 PS)                                   |                                                   | Euro VI                                           |
| 1830 / 2630                                       | 7,7 l                                             | 220 kW (299 PS)                                   | 1200 Nm                                           | Euro VI                                           |
| 1835 / 2635                                       | 7,7 l                                             | 260 kW (354 PS)                                   | 1400 Nm                                           | Euro VI                                           |
| Šestiválcový řadový motor Mercedes-Benz M 936 G   |                                                   |                                                   |                                                   |                                                   |
| NGT 1830 / NGT 2630                               | 7,7 l                                             | 222 kW (302 PS)                                   |                                                   | Euro VI                                           |

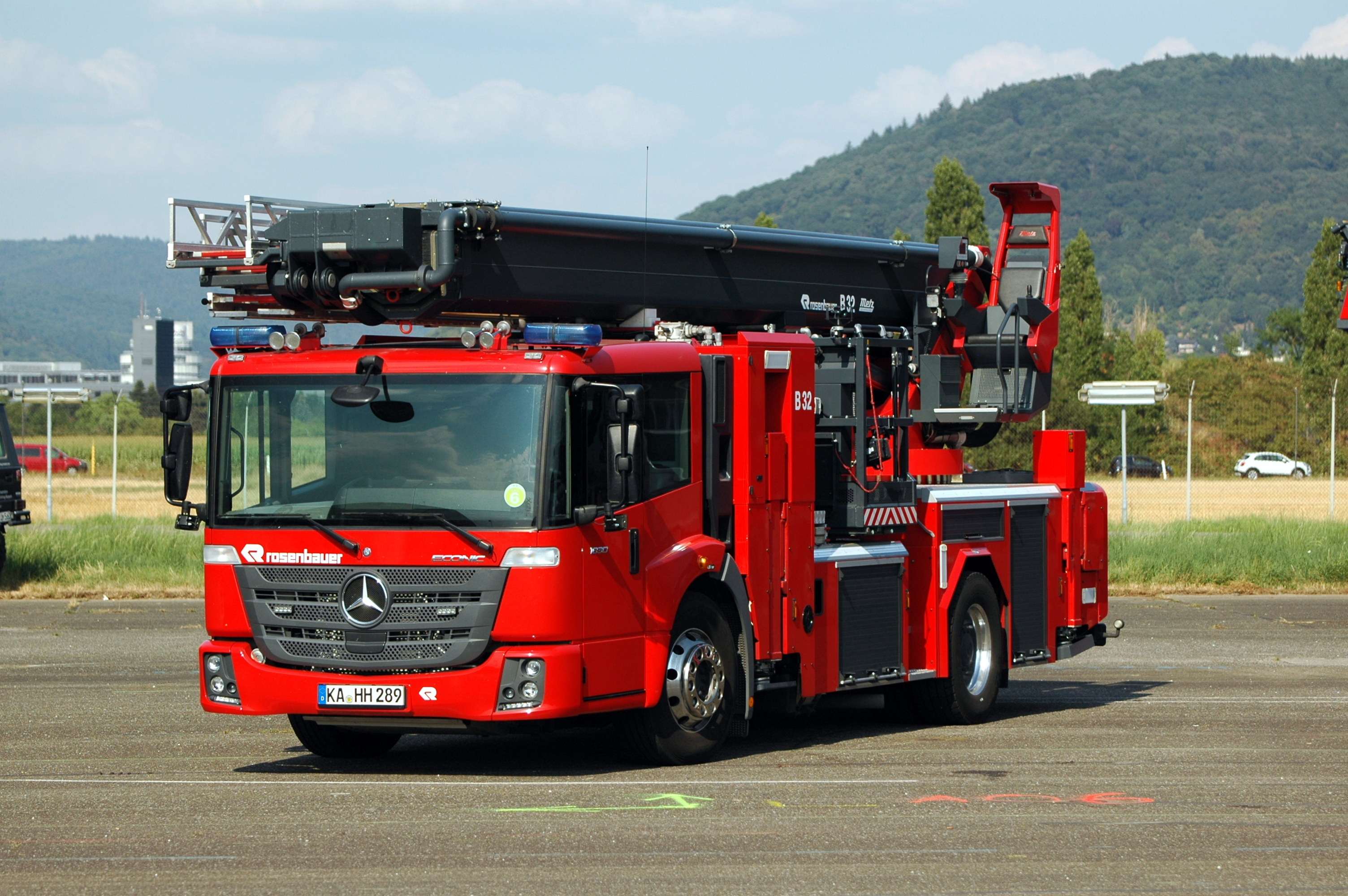
Econic 1830
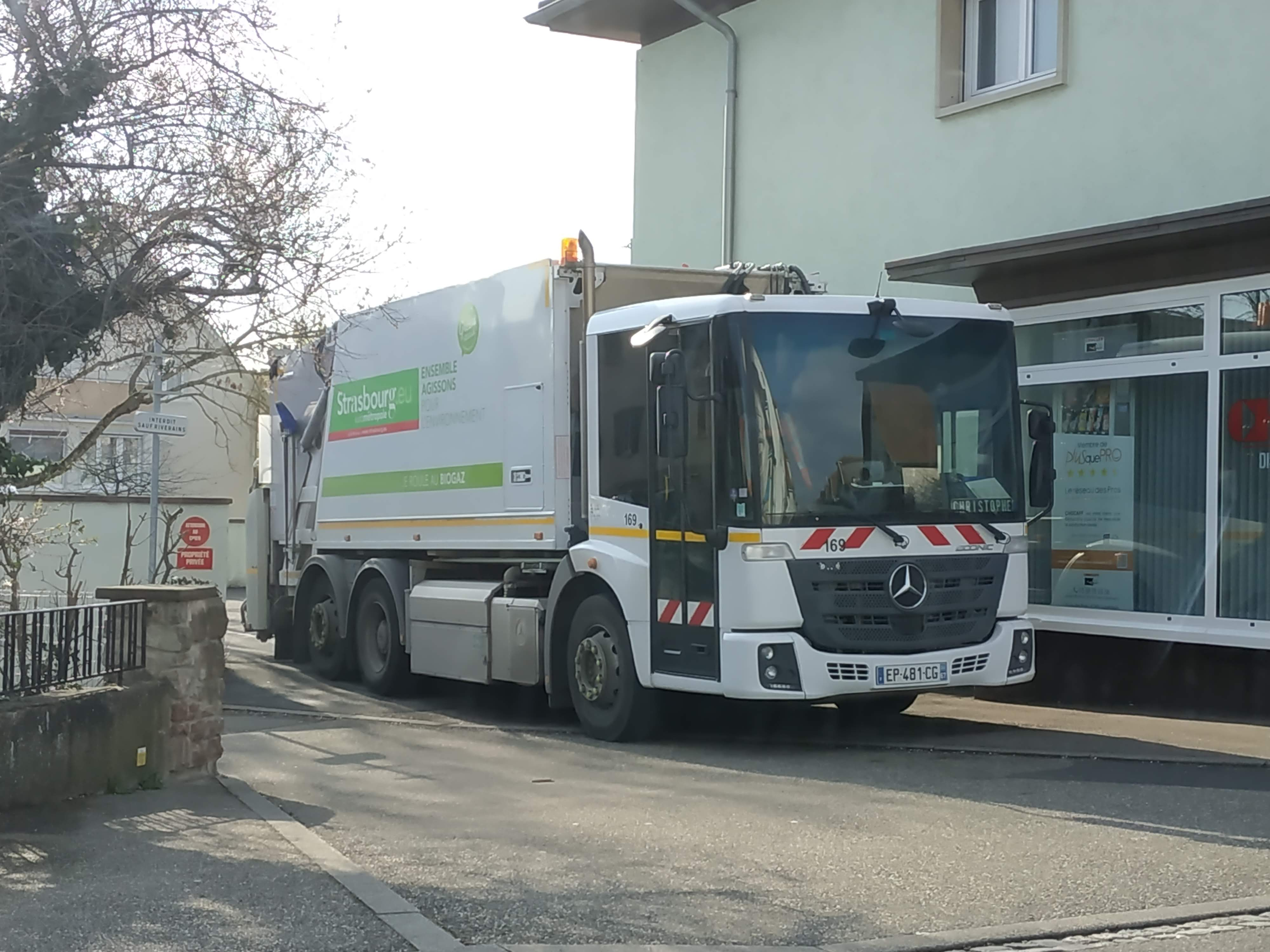
Ekonic jako popelářský vůz
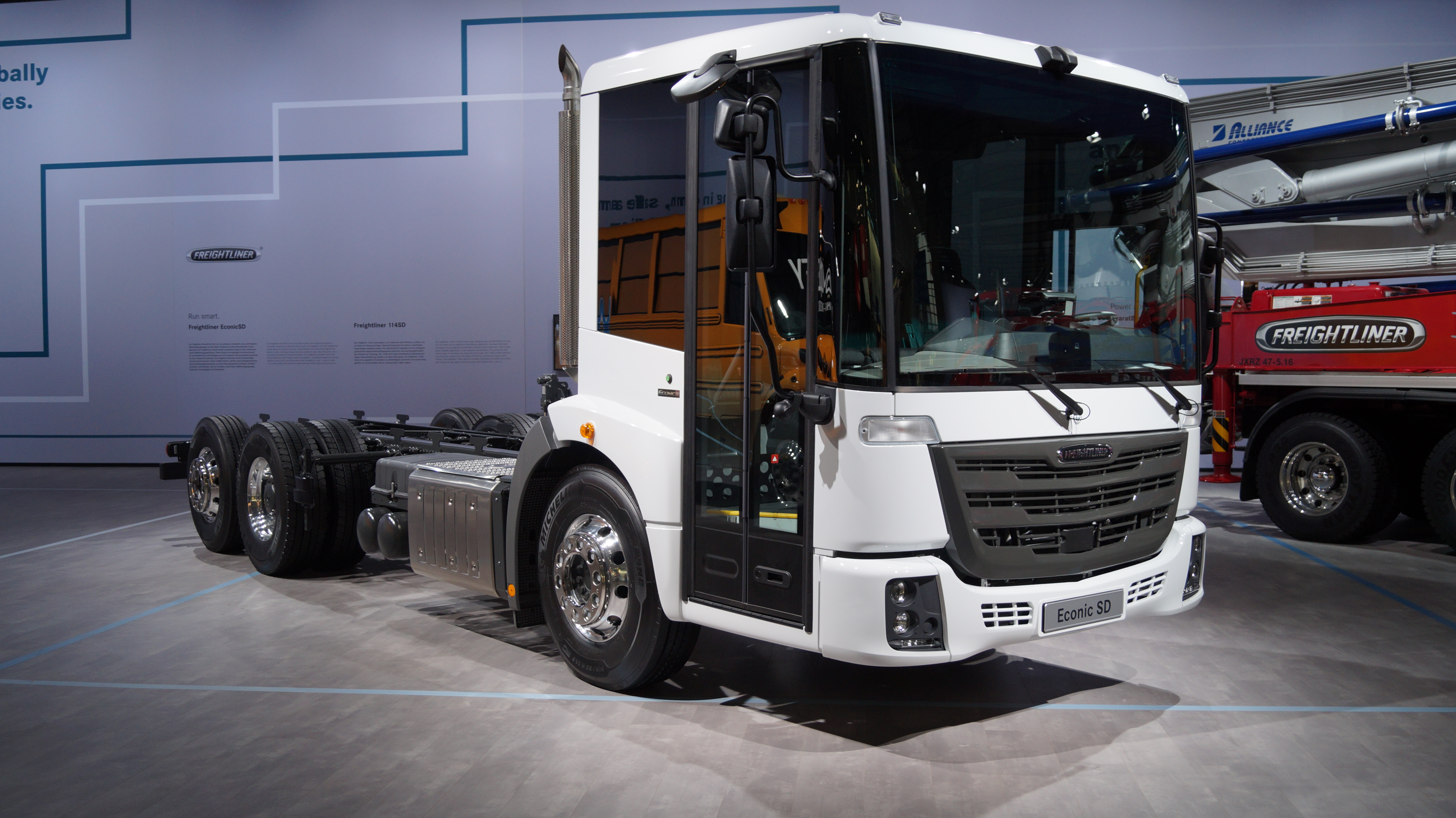
Freightliner Econic SD (IAA 2018)